# Trentepohlia (Mongoma) flavidella
Trentepohlia (Mongoma) flavidella is een tweevleugelige uit de familie steltmuggen (Limoniidae). De soort komt voor in het Australaziatisch gebied.